# Borgheim
Borgheim este o localitate din comuna Nøtterøy, provincia Vestfold, Norvegia.